# Quarta Parada
Quarta Parada é um bairro da região leste do município de São Paulo, cuja área está contida no distrito do Belém.
Seu nome foi dado devido ao fato de estar situado na região onde havia a quarta parada da linha central de trem; que partira de São Paulo (primeira parada na R. do Hipódromo), até o Rio de Janeiro. A estação passou a ser denominada Clemente Falcão (1948) e foi fechada após a inauguração de outra estação em 1981 (Tatuapé). O então cemitério do Brás também passou a ser chamado popularmente de Quarta Parada. O bairro está diretamente ligado ao desenvolvimento da imigração europeia em São Paulo a partir do primeiro quarto do século XX.
Atualmente, ainda são perceptíveis as coletividades italiana, croata e portuguesa.